# Iginio Sciacchitano
Iginio Sciacchitano (Palermo, 10 giugno 1897 – Firenze, 12 novembre 1968) è stato un biologo italiano, specialista di elmintologia.

## Biografia
Iginio Sciacchitano, dopo la laurea a Cagliari in scienze naturali prima (1921) e in chimica farmaceutica poi (1926), insegnò inizialmente come assistente di zoologia e anatomia comparata all'Università di Cagliari diretta Ermanno Giglio-Tos, poi frequentò per un certo periodo a Vienna la Bioolgische Versuchanstalft  diretta da Hans Przibram,  quindi insegnò come assistente del professore Daniele Rosa all'Università di Modena e dal 1941 fu libero docente di Zoologia a Firenze.
Nell'ambito della ricerca scientifica si conquistò una solida fama nell'elmintologia come specialista degli Irudinei e dei Gordiacei, europei ed africani. Molti dei suoi scritti riguardano la fauna africana e gli Oligocheti terricoli e i Gordioidei della Somalia e del Congo Belga.
I suoi contributi sulla biologia animale sono molto rilevanti per gli studiosi; basti pensare allo studio degli Oligocheti acquatici con lo studio dei Naididi trovati in un pozzo di Modena, nella località di San Cataldo. Questo genere appartiene alla specie di Ophidonais serpentina segnalata sul lago Maggiore da Bretscher. Inoltre, studia undici nuove specie di elminti parassiti per il modenese e stila l'elenco di 39 specie di elminti parassiti di animali. 
Morì nel 1968, il suo necrologico sarà scritto da un altro grande studioso di zoologia e biologia, Benedetto Lanza. Alla Biblioteca di Scienze dell'Università di Firenze è presente una miscellanea con il suo nome (7 cartelle e circa 200 fascicoli sciolti) comprendente oltre 600 estratti del sec. XX di argomento zoologico. Ha pubblicato anche articoli di ornitologia, focalizzando la sua attenzione sull'alimentazione degli uccelli in rapporto con l'agricoltura.

## Opere (parziale)
- Nota su due Oligocheti acquatici, in Atti della Società dei Naturalisti e Matematici di Modena, 1933, pp.94-95.
- Nuovo contributo alla conoscenza dell’Elmintologia modenese, in Atti della Società dei Naturalisti e Matematici di Modena, 1933, pp. 96-100.